# Milevska planina
Milevska planina (bułg. Милевска планина, Milewska płanina) – góry na pograniczu Serbii (okręg pczyński) i Bułgarii (obwód Kiustendił). Najwyższym szczytem jest Milevec (bułg. Милевец, Milewec) wznoszący się na wysokość 1732,6 m n.p.m.